# Зиновьев, Михаил Алексеевич
Михаил Алексеевич Зиновьев (19 февраля 1838 — 2 декабря 1895, Гатчина, Санкт-Петербургская губерния) — генерал-лейтенант, участник Туркестанских походов, лифляндский губернатор. Брат Ивана и Николая Зиновьевых.

## Биография
Родился 19 февраля 1838 года в семье А. З. Зиновьева и Л. И. Назимовой. Образование получил в Михайловском артиллерийском училище, вступив в службу 27 января 1855 года, по окончании курса наук 11 июня 1855 года был произведён в прапорщики и зачислен в гвардейскую артиллерию, 28 июля 1856 года произведён в подпоручики. Оставленный для продолжения образования при офицерских классах училища, Зиновьев 11 июня 1857 года получил чин поручика.
С 9 апреля 1862 года Зиновьев состоял для особых поручений при начальнике Гренадерской артиллерийской дивизии, 1 июня 1863 года получил чин штабс-капитана и несколько дней спустя, 8 июня, назначен состоять при инспекторе Военно-учебных заведений генерал-адъютанте Н. А. Крыжановском, а с 17 октября того же года он состоял при начальнике Гренадерской дивизии.
4 сентября 1864 года Зиновьев был назначен штаб-офицером при Московском окружном артиллерийском управлении и некоторое время заведовал Московским учебным полигоном и офицерской школой.
31 марта 1866 года Зиновьев был произведён в штабс-капитаны и отправился в командировку в Туркестан, где в это время шли военные действия против бухарского эмира и кокандского хана. За отличие 16 апреля 1867 года он получил чин капитана, в том же году награждён орденом Св. Владимира 4-й степени с мечами и бантом и 31 марта 1868 года стал полковником. 11 февраля 1869 года Зиновьев был награждён орденом Св. Георгия 4-й степени (№ 10253 по кавалерскому списку Григоровича — Степанова)
При осаде крепости Джизака, в Октябре 1866 года, командуя брешь-батареей, несмотря на сильный неприятельский огонь с крепостных стен, защищаемых значительною артиллериею, действиями полевых батарейных орудий сделал обвал в крепостном валу и тем способствовал, при незначительной потере с нашей стороны, взятию крепости.
Вслед за тем, за отличие в кампании 1868 года против Бухарского ханства он получил орден Св. Станислава 2-й степени с императорской короной.
По возвращении из Средней Азии Зиновьев 3 июня 1870 года утверждён в должности начальника Московского учебного артиллерийского полигона. Затем он командовал 4-й артиллерийской бригадой (с 4 марта 1873 года), но на этом посту пробыл лишь месяц и 5 мая был переведён на должность командира 14-й артиллерийской бригады.
Перед самым началом русско-турецкой войны, 5 марта 1877 года Зиновьев получил в командование 3-ю гвардейскую и гренадерскую артиллерийскую бригаду, во главе которой выступил на Дунайский театр начавшейся кампании. За разновременные отличия против турок он 1 января 1878 года был произведён в генерал-майоры (со старшинством от 19 декабря 1877 года), 11 апреля того же года пожалован золотой саблей с надписью «За храбрость» и затем награждён орденами Св. Владимира 3-й степени с мечами и Св. Станислава 1-й степени.
По окончании войны Зиновьев продолжал командовать 3-й гвардейской и гренадерской артиллерийской бригадой до 28 декабря 1884 года, когда был назначен Седлецким губернатором в Польше. 9 мая 1885 года он был переведён на должность лифляндского губернатора.
По предписанию губернатора Рижская дума стала выделять субсидии Рижскому русскому театру. По поручению Зиновьева рижский педагог, историк и переводчик Орест Николаевич Милевский изучил историю подвига русских воинов на Луцавсале во время Северной войны. После этого по инициативе губернатора был проведён сбор пожертвований на возведение памятника. В 1891 году в Риге на Луцавсале был открыт памятник погибшим русским воинам.
Скончался Зиновьев 2 декабря 1895 года в Гатчине, похоронен в Санкт-Петербурге на Никольском кладбище Александро-Невской лавры.

## Награды
- Орден Св. Станислава 3-й ст. (1860)
- Орден Св. Анны 3-й ст. (1864)
- Орден Св. Владимира 4-й ст. с мечами и бантом (1867)
- Орден Св. Георгия 4-й ст. (11 февраля 1869)
- Орден Св. Станислава 2-й ст. с императорской короной (1869)
- Орден Св. Анны 2-й ст. с императорской короной (1873)
- Орден Св. Владимира 3-й ст. с мечами (1878)
- Орден Св. Станислава 1-й ст. с мечами (1878)
- Орден Св. Анны 1-й ст. (1883)
- Орден Св. Владимира 2-й ст. (1885)
- Орден Белого орла (1890)
- Золотая сабля «За храбрость» (11 апреля 1878)
- Медаль «В память войны 1853—1856»
- Светло-бронзовая медаль «В память русско-турецкой войны 1877—1878»
- Румынский крест «За переход через Дунай» (1879)